# Fosforbrons

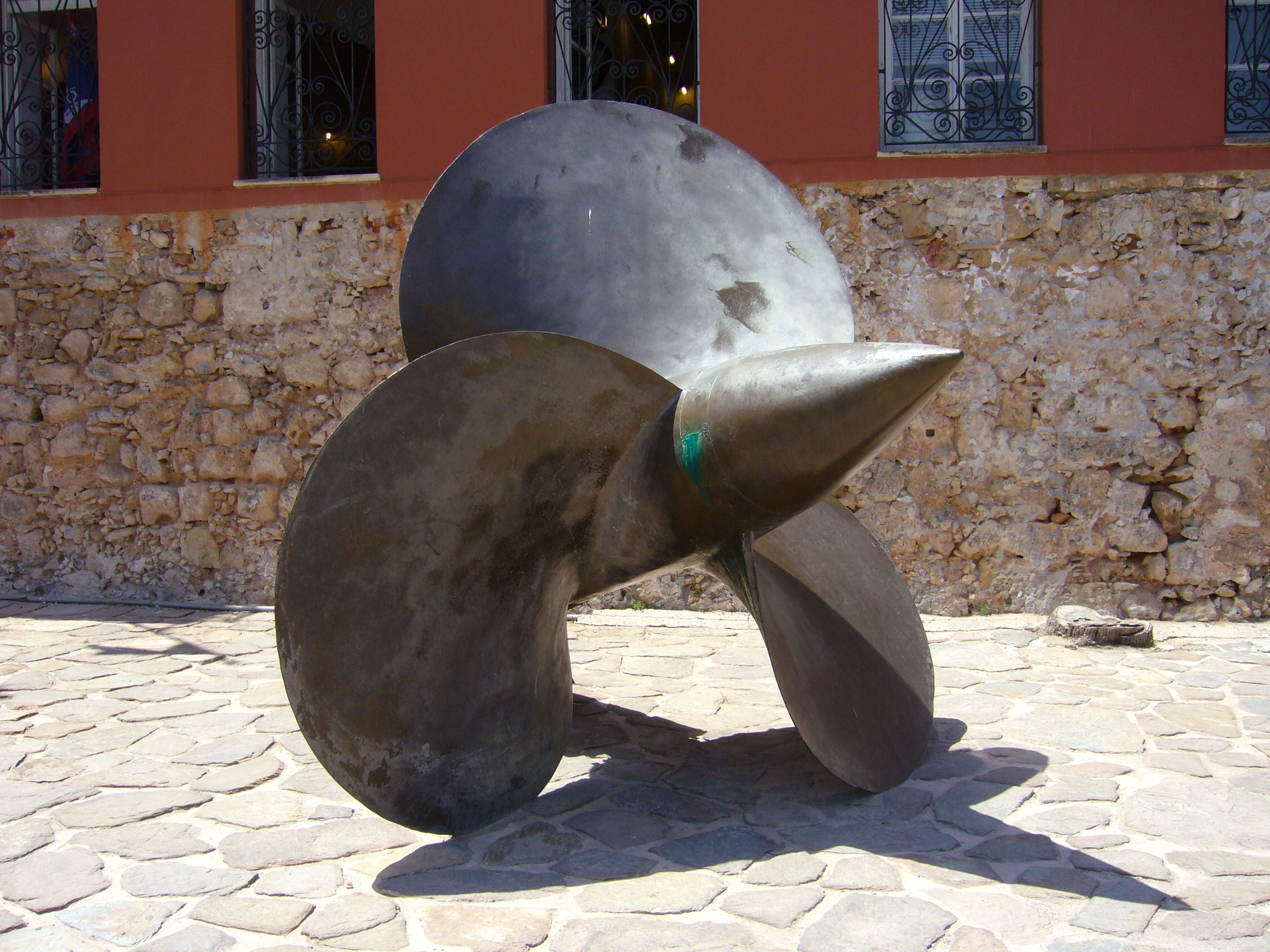
Propeller av fosforbrons från ett amerikanskt örlogsfartyg.

Fosforbrons är en legering som består av omkring 90 % koppar, omkring 10 % tenn och 0,5 % fosfor eller mindre. 
Fosforbrons användes tidigare som maskinbrons för olika glidytor och till vatten- och armaturledningar och var bra på att motstå stötar. Fosforns största betydelse ligger i dess påverkan i smältprocessen, varför den färdiga bronsen inte behöver innehålla särskilt mycket fosfor och ibland endast spår av ämnet.